# Beyond My Control
Singles de Mylène Farmer
Je t'aime mélancolie
(1991) Que mon cœur lâche
(1992)
Beyond My Control est une chanson de Mylène Farmer, sortie en single le 13 avril 1992 en tant que quatrième et dernier extrait de l'album L'Autre....
Sur une musique composée par Laurent Boutonnat, Mylène Farmer écrit un texte dans lequel elle fait référence au roman Les Liaisons dangereuses de Choderlos de Laclos. 
La phrase « It's Beyond My Control », prononcée par John Malkovich, est extraite de l'adaptation cinématographique réalisée par Stephen Frears.
En dépit de son clip censuré par la plupart des chaînes en raison de ses scènes sexuelles et sanguinolentes, le titre connaît le succès, atteignant la 8e place du Top 50 ainsi que la 2e place des diffusions radio.

## Contexte et écriture
Au début de l'année 1992, l'album L'Autre… est déjà disque de diamant pour s'être écoulé à plus d'un million d'exemplaires. 
Après Désenchantée, Regrets et Je t'aime mélancolie, c'est Beyond My Control qui est choisi pour devenir le dernier extrait de l'album.

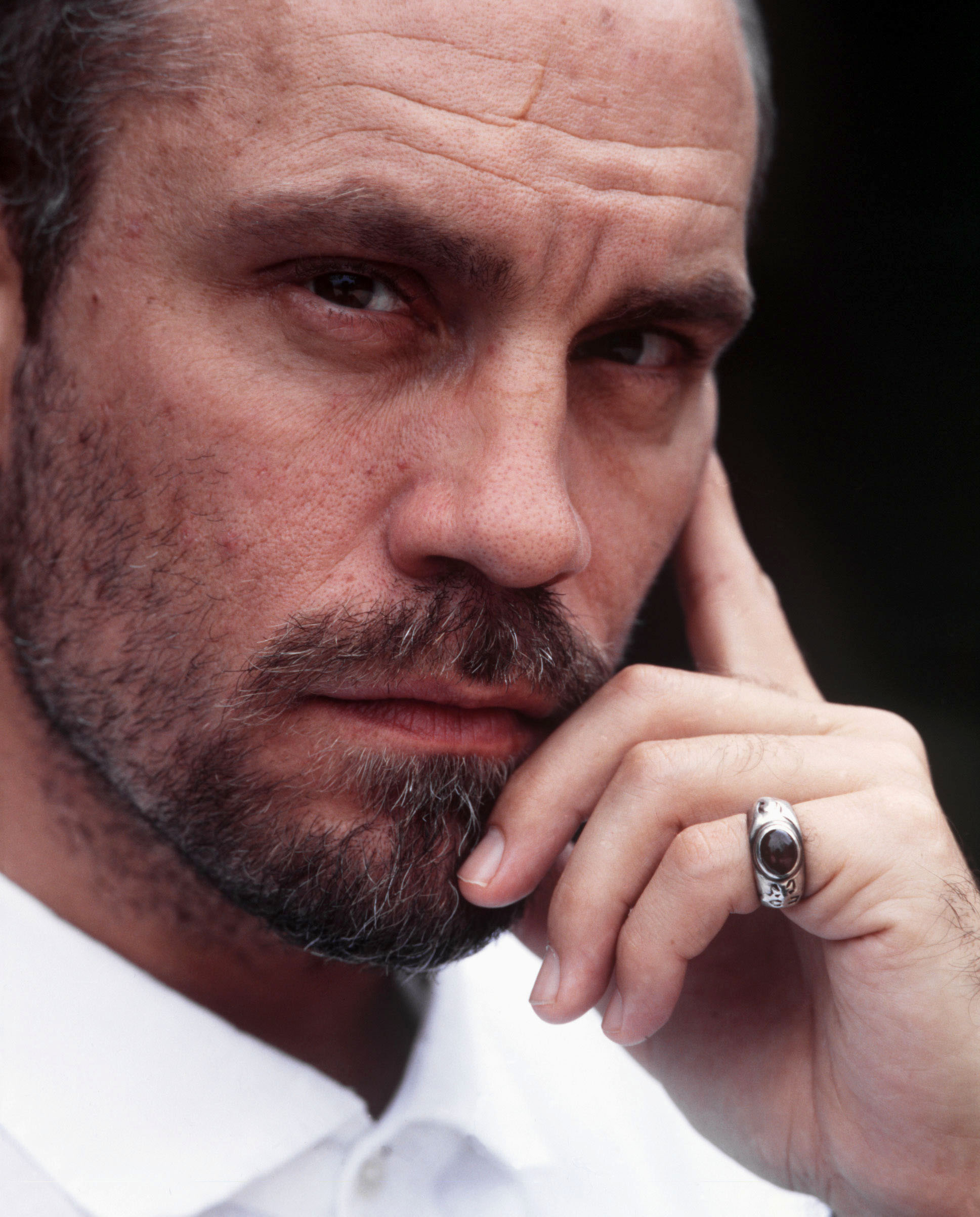
La phrase It's Beyond My Control, prononcée par John Malkovich, est extraite du film Les Liaisons dangereuses.

Ce texte écrit par Mylène Farmer, qui fait référence au roman Les Liaisons dangereuses de Choderlos de Laclos, relate une histoire d'amour passionnelle qui finit dans le sang, à la suite d'infidélités répétées (« Je n'comprends plus pourquoi j'ai du sang sur mes doigts », « Lâche! C'est plus fort que toi, toujours en cavale », « C'était plus fort que moi, même si je sens là l'effroi envahir tout mon être »).

La phrase « It's Beyond My Control », prononcée par John Malkovich, est extraite du film Les Liaisons dangereuses réalisé par Stephen Frears.
Selon la chanteuse, ce titre « a une écriture plus cinématographique que les autres. Ce sont des images assez précises et rapides, comme ça, qui suggèrent tout de suite un état. C'est vrai que j'imagine tout à fait le scénario ».
Laurent Boutonnat en compose la musique, qui s'ouvre et se termine par le sample « It's Beyond My Control ». L'ingénieur du son Thierry Rogen déclarera : 

« Laurent est arrivé un jour avec ce sample. Il trouvait ça très catchy et la chanson s'est construite dessus. Il avait déjà les bases harmoniques et la structure de la chanson, mais c'était encore un délire de studio. C'est plutôt la chanson qui s'est greffée sur le sample. Puis le reste est venu, après que Mylène ait enregistré ses voix. J'ai samplé des bouts de chœurs pour faire les "Too-too-too" du début. »

## Sortie et accueil critique
Le single sort le 13 avril 1992 dans une version légèrement raccourcie et remixée.
C'est le premier single de Mylène Farmer à sortir en CD 2 titres.
La pochette est illustrée par une photo de Marianne Rosenstiehl montrant une photo en noir et blanc de Mylène Farmer, sur un fond rouge sang.

### Critiques
- « Une histoire d'amour sombre, ténébreuse, dans laquelle se perdent désir et passion. » (OK! Magazine)[5]
- « Beyond My Control, dont le beat robotique hypnotise en douceur, fait partie de ces merveilles, tendres et féroces à la fois, qui vous empoignent fermement. » (Star Club)[6]
- « Un fabuleux nouveau 45 tours. » (Salut!)[7]

## Vidéo-clip

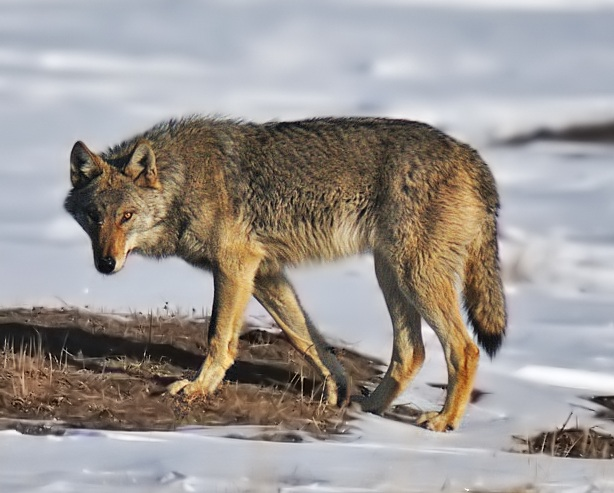
Les loups symbolisent le côté animal de l'homme.

Réalisé par Laurent Boutonnat, le clip est tourné en deux jours aux studios SETS de Stains.
L'amant est interprété par Frédéric Lagache, qui jouait le marionnettiste dans le clip de Sans contrefaçon.
La robe virginale que porte Mylène Farmer, qui rappelle certains tableaux représentant l'immolation de Jeanne d'Arc, a été créée sur mesure.
Le clip, qui multiplie les fondus, est filmé de façon à donner une dimension entre cauchemars, imaginaire et réalité. Afin de mettre en images la confusion et la douleur que peuvent provoquer les sentiments amoureux, la vidéo est remplie d'éléments symboliques : les flammes représentent la passion destructrice, tandis que les loups représentent le côté animal de l'homme ainsi que sa possessivité (la notion de territoire étant très importante pour les loups).

### Synopsis

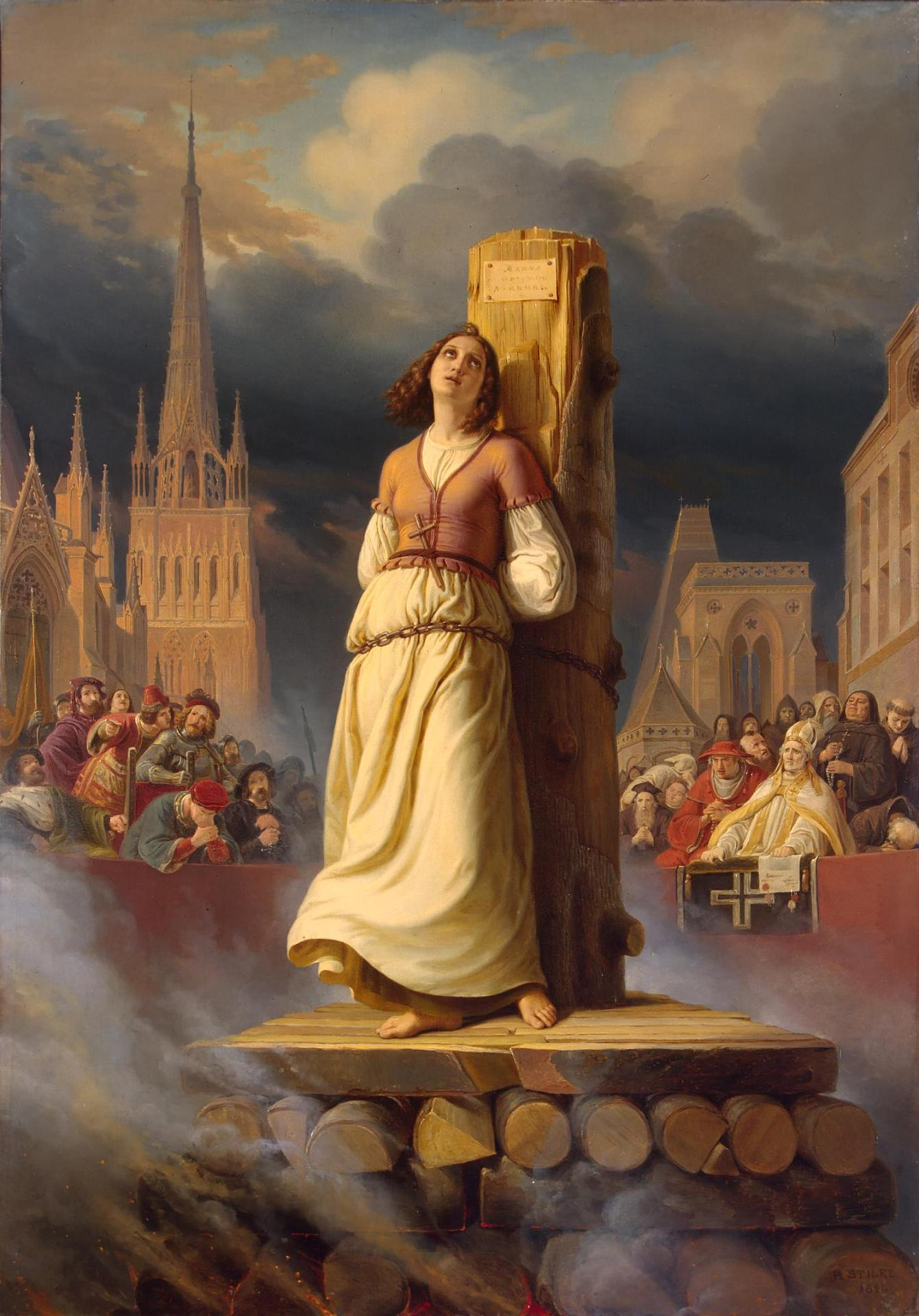
Dans ce clip, la chanteuse est brûlée sur un bûcher dans une robe virginale rappelant l'immolation de Jeanne d'Arc.

Dans un décor crépusculaire, deux loups semblent tranquilles. Un homme s'avance : un des loups se met à grogner, puis le laisse s'approcher.
L'homme contemple un bûcher en flammes, sur lequel brûle Mylène Farmer. 
La caméra suggère alors une analepse, l'homme se remémorant le début de leur idylle passionnée.
D'autres images apparaissent ensuite, montrant les ébats sexuels de l'homme avec une femme blonde. 
Les plans suivants superposent les ébats de l'homme avec Mylène Farmer, ceux de l'homme avec la maîtresse, et Mylène Farmer hurlant au milieu des flammes.
Les images de l'infidélité tournent en boucle dans la tête de la chanteuse, altérant le souvenir de ses propres ébats. Elle se met à mordre jusqu'au sang l'épaule de l'homme. Des séquences de loups dévorant une charogne apparaissent.
La caméra nous ramène au visage de l'homme regardant Mylène brûler, impuissant face à la folie et la douleur qui se sont emparées d'elle.
Elle s'imagine un baiser langoureux avec lui mais peu à peu, le baiser se transforme et l'homme termine la bouche en sang : pour elle, l'amour et la haine se mélangent, tout comme le désir et le dégoût.
Le feu du bûcher est désormais éteint. L'homme a disparu. Mylène est seule, l'air triste. 
Des hurlements de loups se font entendre mais ceux-ci sont intérieurs, les loups étant à nouveau calmes.
Le dernier plan zoome sur l’œil menaçant du loup, comme pour indiquer que celui-ci pourrait néanmoins se réveiller à tout instant.

### Sortie et accueil
Le clip crée la polémique à sa sortie en juin 1992, la plupart des chaînes décidant de le censurer.
M6, qui le qualifie comme « extrêmement sanglant, du Mylène Farmer à la puissance 100, sexe et sang », refuse de le diffuser avant minuit. 
Michel Drucker, qui devait le diffuser en exclusivité lors de son émission Stars 90 sur TF1, préfère s'abstenir.

Canal + le diffusera une fois en intégralité lors du Top 50, arguant qu'il « est tout en sépia, ce qui lui retire pas mal de réalisme », mais n'en diffusera qu'un court extrait lors des émissions suivantes.
Quant à la chaîne câblée MCM, elle fera savoir qu'elle refuse de commencer à censurer des clips, « d'autant que la chanson est un incontestable succès », mais le retirera si des téléspectateurs sont choqués.
- « Un clip d'une beauté crépusculaire. » (France-Soir)[11]
- « Le plus simple et le plus intimiste de tous ses clips. » (Podium)[2]
- « Une vidéo très sensuelle et voluptueuse. » (Ciné Télé Revue)[13]
- « Un clip à la limite du hard. » (France Dimanche)[14]
- « La chanteuse se révèle, là encore, excellente comédienne. » (Télé 7 jours)[12]
- « Une vidéo torride frôlant la pornographie, d'une très belle réalisation esthétique. » (Les Années Laser)[15]

## Promotion
Mylène Farmer n'effectuera aucune promotion pour la sortie de ce single.

## Classements hebdomadaires
Le single entre directement à la 10e place du Top 50 dès sa sortie, atteignant la 8e place dès la semaine suivante. Il reste classé durant 11 semaines (dont 4 semaines dans le Top 10).
Beaucoup diffusé en radio, il atteint la 2e place du classement des titres les plus diffusés.
En 2018, Beyond My Control atteint la 3e place des ventes de singles en France à la suite de la réédition du Maxi 45 tours par Universal.
| Classement (1992)   | Meilleure position |
| ------------------- | ------------------ |
| Belgique - Wallonie | 10                 |
| France (Ventes)     | 8                  |
| France (Radios AM)  | 2                  |
| France (Radios FM)  | 10                 |
| Pologne             | 31                 |
| Europe (Ventes)     | 51                 |
| Québec              | 32                 |

| Classement (2018) | Meilleure position |
| ----------------- | ------------------ |
| France (Ventes)   | 3                  |

## Liste des supports
| A. | Beyond My Control (Single Mix)    | 4:45 |
| B. | Beyond My Control (Ya Ya Version) | 4:40 |

| A.  | Beyond My Control (Godforsaken Mix)     | 8:03 |
| B1. | Beyond My Control (Under Control Remix) | 7:09 |
| B2. | Beyond My Control (The Raven mix)       | 6:02 |

| 1. | Beyond My Control (Single Mix)          | 5:24 |
| 2. | Beyond My Control (Godforsaken Mix)     | 8:03 |
| 3. | Beyond My Control (Under Control Temix) | 7:04 |
| 3. | Beyond My Control (The Raven Mix)       | 5:54 |

## Crédits
- Paroles : Mylène Farmer
- Musique : Laurent Boutonnat
- Réalisation et productions rythmiques : Laurent Boutonnat et Thierry Rogen
- Production, claviers et arrangements : Laurent Boutonnat
- Guitares : Slim Pezin
- Basses acoustiques : Bernard Paganotti
- Chœurs : Mylène Farmer, Carole Fredericks, Beckie Bell, Debbie Davis
- Ingénieur du son : Thierry Rogen, assisté de Lionel Philippe
- Programmateur : Patrice Rouillon Tsernsoff de Gironville
- Enregistré et mixé au Studio Méga
- Éditions : Requiem Publishing - Paul Van Parys [26]

## Interprétations en concert
Mylène Farmer n'a interprété le titre en concert que lors de son Mylénium Tour, en 1999. 
Pour une question de droits, ce n'est pas la voix de John Malkovich qui prononce « It's Beyond My Control ».

Une chorégraphie, créée par Christophe Danchaud, avait été répétée mais n'a finalement pas été utilisée. 
Lors des dates du Mylénium Tour en Russie, Beyond My Control a été remplacé par Que mon cœur lâche.
Lors de la tournée des stades Nevermore 2023/2024, la chanson est présente un court instant au sein d'un medley où sont joués plusieurs extraits de ses anciens titres.

## Albums et vidéos incluant le titre

### Albums de Mylène Farmer
| Année | Album         | Version                                     | Durée     | Certifications de l'album  |
| 1991  | L'Autre...    | Version Album Instrumental (réédition 2023) | 5:22 5:24 | Diamant · Platine · Or     |
| 1992  | Dance Remixes | Godforsaken Mix                             | 8:03      | 2 × Or                     |
| 2000  | Mylénium Tour | Live 1999                                   | 5:18      | 2 × Platine · Or           |
| 2001  | Les mots      | Single Mix                                  | 4:45      | Diamant · 2 × Platine · Or |
| 2020  | Histoires de  | Live 1999                                   | 5:18      | Platine                    |
| 2021  | Plus grandir  | Single Mix Vidéo-clip                       | 4:45 5:00 | Platine                    |
| 2024  | Nevermore     | Medley Remember                             | 3:45      | Platine                    |
| 2025  | 86-97         | Version Album                               | 5:24      |                            |

### Vidéos de Mylène Farmer
| Année | Vidéo         | Version         | Durée | Certifications de la vidéo         |
| 1992  | L'Autre...    | Vidéo-clip      | 5:00  | -                                  |
| 1997  | Music Videos  | Vidéo-clip      | 5:00  | 3 × Platine (VHS) · Diamant (DVD)  |
| 2000  | Mylénium Tour | Live 1999       | 5:21  | Diamant (VHS) · Diamant (DVD) · Or |
| 2024  | Nevermore     | Medley Remember | 3:47  | Diamant                            |